# Котельница (приток Меремши)
Котельница — река в Костромской области России.

## Общие сведения
Протекает по территории Мантуровского района. Впадает в реку Меремшу в 7,6 км от её устья по правому берегу. Длина — 14 км. Населённых пунктов на реке нет

## Данные водного реестра
По данным государственного водного реестра России относится к Верхневолжскому бассейновому округу, водохозяйственный участок реки — Унжа от истока и до устья, речной подбассейн реки — Волга ниже Рыбинского водохранилища до впадения Оки. Речной бассейн реки — (Верхняя) Волга до Куйбышевского водохранилища (без бассейна Оки).
Код объекта в государственном водном реестре — 08010300312110000015877.